# 유선우 (축구 선수)
유선우(兪善優, 2004년 6월 18일 ~ )는 대한민국의 축구 선수로, 포지션은 오른쪽 윙어, 센터포워드이다.